# De Golf van Marseille gezien vanaf L'Estaque
De Golf van Marseille gezien vanaf L'Estaque is een schilderij van Paul Cézanne in het Metropolitan Museum of Art in New York.

## Voorstelling
Het stelt L'Estaque voor, een voormalig vissersdorpje in Zuid-Frankrijk, nu een voorstad van Marseille. Vanaf het dorpje heeft men een goed uitzicht over de Middellandse Zee. In de verte, boven op de heuvels, rechts van de pier, zijn de contouren zichtbaar van de Notre-Dame-de-la-Garde, een basiliek vlak bij Marseille. Cézanne bezocht het plaatsje meerdere keren – in ieder geval in 1876, 1878 en van 1882 tot 1884 – en schreef er in 1876 over aan Camille Pissarro:

C'est comme une carte à jouer. Des toits rouges sur le mer bleue. Le soleil y est si effrayant qu'il me semble que les objets s'enlèvent en silhouette, non pas seulement en blanc et noir, mais en bleu, en rouge, en brun, en violet. Je peux me tromper; mais il me semble que c'est l'antipode du modelé

(Het is als een speelkaart. Rode daken tegen de blauwe zee. De zon is er zo intens, dat het lijkt alsof alleen nog de silhouetten van de objecten overblijven, niet alleen in zwart-wit, maar in blauw, rood, bruin, paars. Ik kan het mis hebben; maar het lijkt erop dat dit het tegenovergestelde is van het gemodelleerde)
— Paul Cézanne

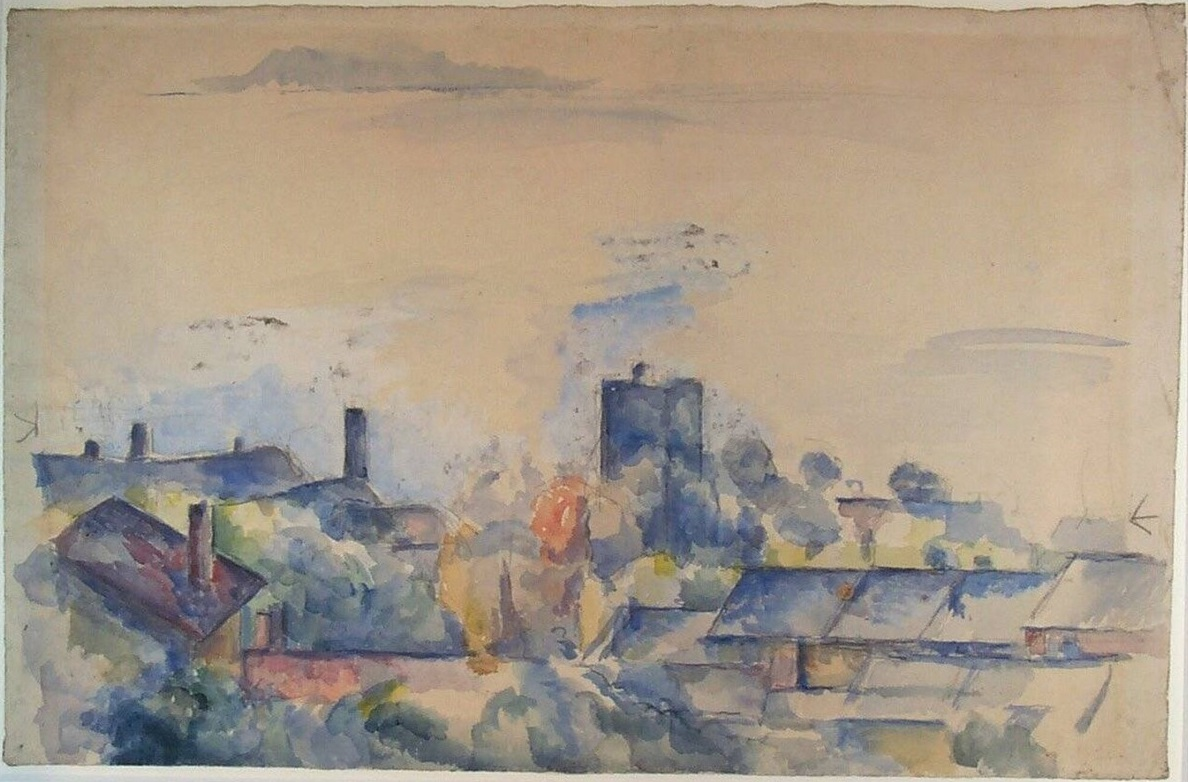
Gezicht op l'Estaque en de golf van Marseille. Ca. 1878-1882. Rotterdam, Museum Boijmans Van Beuningen.

Cézanne zou tussen 1876 en 1884 nog ongeveer 20 gezichten op L'Estaque schilderen, waarvan ruim 10 richting de zee. Twee schilderijen uit deze groep zijn nauw verwant aan het schilderij in het Metropolitan Museum of Art: één in het Art Institute of Chicago en één in het Musée d'Orsay in Parijs. In het Museum Boijmans Van Beuningen bevindt zich een aquarel met dezelfde groep daken, die rechtsonder op het schilderij te zien zijn. Ook is er een tekening bekend, die zich vroeger in de verzameling van Mr. en Mrs. Leigh Block in Chicago bevond, met daarop dezelfde rij heuvels als die aan de overkant van het water.
Stilleven met zwarte klok (1869-1870) · Une moderne Olympia (1873) · Drie Baadsters (1874-1875) · Zelfportret voor vaalrode achtergrond (1875) · Fruitschaal, glas en appels (1880) · Zelfportret met hoed (1879-1882) · De Bader (1885) · De Golf van Marseille gezien vanaf L'Estaque (1885) · Harlekijn (1888-1890) · Mardi Gras (Cézanne) (1888-1890) · Madame Cézanne sur une chaise jaune (1888-1890) · Mand met appelen (1893) · Stilleven met appels (1893-1894) · De kaartspelers (1893-1896)  · De grote baadsters (1906) · Baadsters (reeks) · Mont Sainte-Victoire (reeks)
Sjabloon:Interwiki extra